# آهوی گرانت
آهوی گرانت یا غزال گرانت (نام علمی: Nanger granti) نام یک گونه از زیرخانواده شاخ‌درازیان است.

## محدوده جغرافیایی
آهوی گرانت یا غزال گرانت معمولاً در شرق آفریقا یافت می‌شود، جایی که ارتفاع آن تا ۲۰۰۰ متر هم می‌رسد.
آهوهای گرانت به صورت فصلی در بخش بزرگی از محدوده خود مهاجرت می‌کنند و مناطق مرتفع و با زهکشی مناسب را در طول فصل باران ترجیح می‌دهند. در فصل‌های خشک‌تر به دره‌های پایین‌تر و علفزار می‌روند. آن‌ها زیاد به آب وابسته نیستند و در نتیجه در جهت مخالف گونه‌های وابسته به آب مانند آهوی تامسون، گورخر و تاپی مهاجرت می‌کنند. با انجام این کار، غزال‌های گرانت از رقابت دوری می‌کنند و می‌توانند با پوشش گیاهی موجود در این محیط نیمه بیابانی زنده بمانند. با این حال، در طول سال اغلب در مناطقی که منابع غذایی فراوانی وجود دارد، باقی می‌ماند.
آهوهای گرانت در بیشترین حالت تا ۱۲ سال عمر می‌کنند.

## ظاهر فیزیکی
غزال‌های گرانت غزال‌های بزرگ و کم رنگ با شاخ‌ها و پاهای بلند هستند. آن‌ها دارای یک شکل مستطیلی و سفید متمایز در قسمت عقبی خود هستند و یک نوار سیاه متضاد که روی ران کشیده می‌شود. آهوی تامسون با نام علمی (Eudorcas thomsonii)، گونه ای نزدیک به آهوی گرانت است، و دارای برخی ویژگی‌های فیزیکی مشابه هستند. هر دوی آن‌ها رنگ سفیدی در قسمت عقبی بدن خود دارند، اما غزال‌های گرانت سفیدتر از غزال‌های تامپسون هستند. آهوی گرانت شاخ‌های بزرگ‌تری نسبت به غزال‌های تامپسون دارد.
نرها و ماده‌ها هر دو شکل تقریباً مشابهی دارند. نرها بزرگ‌تر از ماده‌ها هستند و شاخ‌های بلندتر و ضخیم‌تری دارند که بین ۵۰ تا ۸۰ سانتی‌متر متغیر است. شاخ‌های آن‌ها حلقه دار هستند. برخلاف نرها، ماده‌ها شاخ‌های کوچک‌تری (۳۰ تا ۴۰ سانتی‌متر) دارند که نازک و متقارن هست.

## عادات غذایی و دشمنان طبیعی
از آنجایی که آهوهای گرانت در محیط‌های خشک زندگی می‌کنند، حفظ و مصرف آب برای بقای آن‌ها بسیار مهم است. در حالی که، غزال‌های تامسون از خنک‌سازی تبخیری به‌عنوان روشی برای کاهش دمای بدن استفاده می‌کنند، غزال‌های گرانت اجازه می‌دهند دمای بدنشان با دمای هوا افزایش یابد و با کاهش دما، گرمای بدن را به هوای اطراف پراکنده می‌کند. در شب نیز ممکن است برگ‌هایی بخورند که در ساعات خنک‌تر و شبانه حاوی آب بیشتری هستند. اغلب رژیم غذایی آن‌ها را برگ و ساقه تشکیل می‌دهد.
آهوهای گرانت به هنگام احساس خطر، با صدای ((خرخر)) به هم هشدار می‌دهند. آن‌‌ها از مناطقی که تراکم زیاد شکارچیان وجود دارد دوری می‌کنند، و از دفاع مشترک برای محافظت از خود و گله استفاده می‌کنند.